# Ostrožno pri Ločah
Ostrožno pri Ločah – wieś w Słowenii, w gminie Slovenske Konjice. W 2018 roku liczyła 17 mieszkańców.